# 로맹 카논
로맹 카논(프랑스어: Romain Cannone, 1997년 4월 12일~)은 프랑스의 펜싱 선수로 주 종목은 에페이다. 2020년 하계 올림픽에서 에페 개인전 금메달을 획득했다.